# الیزابت آکرز آلن
الیزابت آکرز آلن (به انگلیسی: Elizabeth Akers Allen) نام مستعار، فلورانس پرسی (زاده ۹ اکتبر ۱۸۳۲ - درگذشته ۷ اوت ۱۹۱۱) شاعر و روزنامه‌نگار آمریکایی بود.

## زندگی‌نامه
الیزابت آن چیس در سال ۱۸۳۳ در استرانگ مین به دنیا آمد.  مادرش وقتی کودک بود درگذشت،  و پدرش خانواده را به فارمینگتون منتقل کرد و در آنجا در آکادمی فارمینگتون تحصیل کرد.

## زندگی شخصی

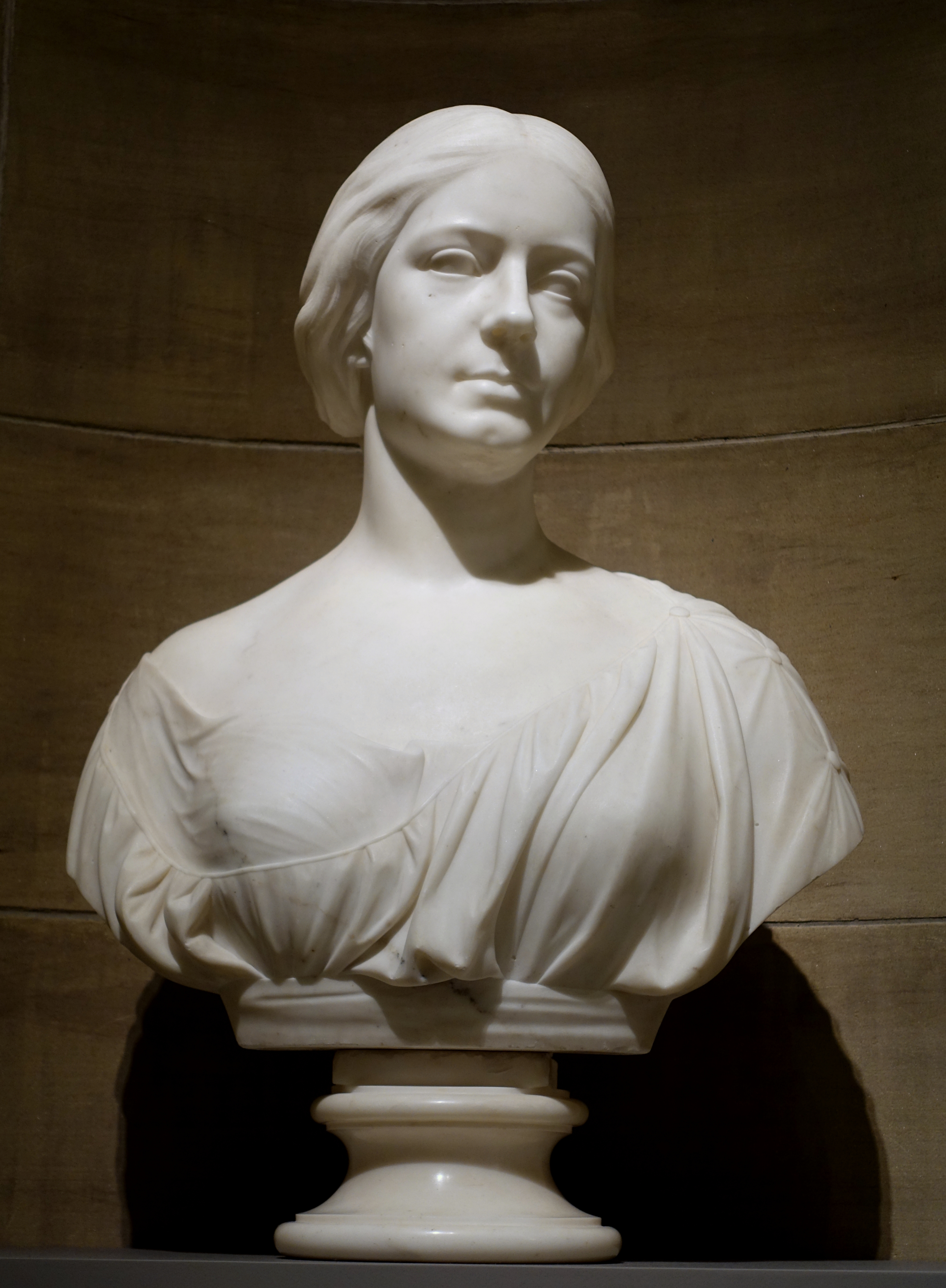
نیم تنه الیزابت آکرز آلن همسرش بنجامین پل آکرز، ج. ۱۸۶۰

در سال ۱۸۵۱، او با مارشال تیلور ازدواج کرد، ولی او و دختر نوزادشان را رها کرد و آنها در سال ۱۸۷۵ طلاق گرفتند.
وی در سال ۱۸۸۱ به توکاهو، ایالت نیویورک رفت و در سال ۱۹۱۱ در آنجا درگذشت.